# Mahmudiye (nave)
Il vascello ottomano Mahmudiye, costruito dall'Arsenale Navale Imperiale posto sul Corno d'Oro a Costantinopoli, fu per molti anni la più grande nave militare al mondo: 76.15 m × 21.22 m. Armata con 128 cannoni su tre lati, imbarcava 1.280 marinai d'equipaggio. Prese parte a numerose battaglie navali tra cui l'Assedio di Sebastopoli durante la Guerra di Crimea.

## Storia
Dopo la perdita della Grecia a seguito della Battaglia di Navarino, per intervento di una flotta combinata anglo-francese-russa nel 1827, il sultano Mahmud II pose come priorità del suo governo la ricostruzione di una potente marina militare turca. Le prime navi a vapore della marina imperiale ottomana vennero acquistate nel 1828. Nel frattempo, nell'arsenale del Corno d'Oro venne costruita la Mahmudiye, la più grande nave al mondo per l'epoca che poteva imbarcare più di mille marinai. I lavori vennero affidati dal sultano all'architetto Mehmet Kalfa ed all'ingegnere navale Mehmet Efendi.
Varata nel 1829, la Mahmudiye fu l'ammiraglia della flotta turca, al comando dell'ammiraglio Kayserili Ahmet Pasha, nell'Assedio di Sebastopoli durante la Guerra di Crimea. A seguito dello scontro, la nave venne omaggiata del titolo di Ghazi, "guerriero".

## Cronotassi dei comandanti dell'unità
- Kayserili Ahmet Pasha